# Montreuil-en-Touraine
Montreuil-en-Touraine è un comune francese di 754 abitanti situato nel dipartimento dell'Indre e Loira nella regione del Centro-Valle della Loira.

## Società

### Evoluzione demografica
Abitanti censiti